# DN22C
DN22C este un drum național din România, aflat în județul Constanța. Acesta leagă Constanța (pornind din DN3 la Murfatlar) de Medgidia și Cernavodă, și, mai departe, prin autostrada A2, de București.